# Халвдан Храбрия
Халвдан Храбрия (на старонорвежки: Hálfdan snjalli) е полулегендарен датски конунг от 7 век, представител на династията Скьолдунги. Баща на Ивар Видфамне. Споменава се в редица древноскандинавски саги - напр. в Сага за Инглингите, „Как се заселваше Норвегия“, „Сага за Хервьор“, Сага за изгарянето на Нял.
Халвдан Храбрия загинал по вина на Аса Коварната, дъщерята на Ингялд Коварния. Тя се омъжила за неговия брат Гюдрьод и го убедила да убие Халвдан. Но това не било достатъчно, тя убила и Гюдрьод, а след това избягала обратно при баща си. Само че синът на Халвдан, Ивар Видфамне, отмъстил за баща си и чичо си като последвал Аса с войската си до родовите имения на Ингялд Коварния на езерото Меларен. Обкръжени, проумели, че не са в състояние да противостоят на воините на Ивар, Аса и Ингялд предпочели да се самоубият и се запалили в дома си. След тяхната смърт Ивар завладял Упсала и династията на Скьолдунгите започнала да властва над тези земи, които дотогава били във владение на Инглингите.